# Uniunea Mediteraneeană
     State membre ale Uniunii Europene
     Alți Membri 

Membrii Uniunii Mediteraneene
State membre ale Uniunii Europene
Alți Membri
Observatori

Uniunea pentru Mediteraneeană (abreviat: UfM The Union for the Mediterranean) este un parteneriat multilateral ce implică 43 de țări din Europa și din bazinul mediteraneean: 28 state-membre ale Uniunii Europene, Orientul Mijlociu și Peninsula Balcanică. A fost creată în 13 iulie 2008, la Paris, ca o versiune nouă a parteneriatului Euro-Mediteraneean, când ideea de a crea o uniune autonomă a fost respinsă.

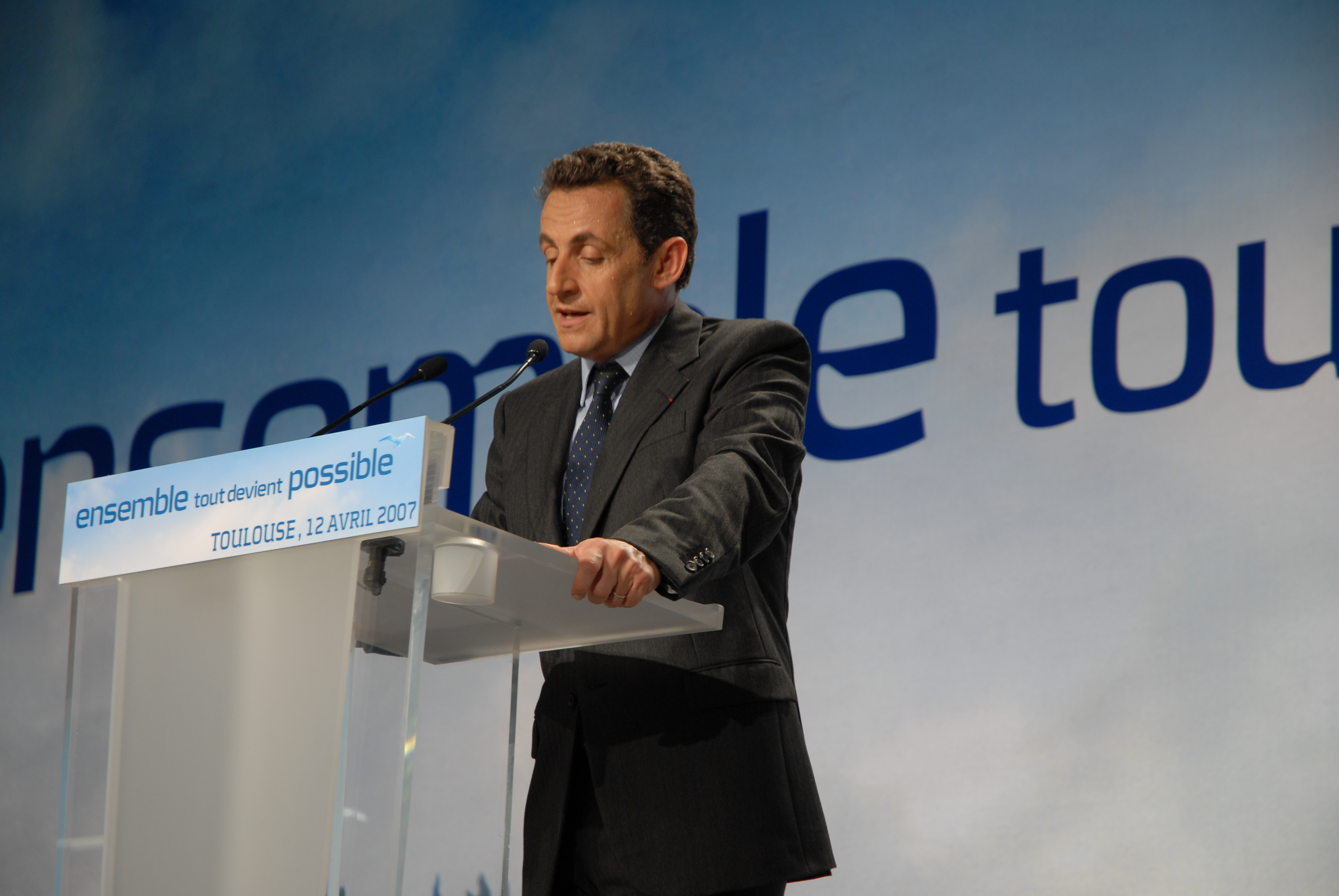
Nicolas Sarkozy lansează în timpul campaniei prezidențiale, ideea unei Uniuni Mediteraneene.

Misiunea acestei uniuni este de a promova stabilitatea în toate domeniile din regiunea țărilor membre, mai ales a celor cu ieșire la Marea Mediterană
Chiar și așa, Summit-urile care trebuiau să fie desfășurate în anii 2009–2010 au fost anulate din cauza tensiunilor crescânde dintre israelieni și arabi asupra regiunii disputate Gaza.
Uniunea pentru Mediteraneeană a facilitat deschiderea a mai multor instituții, fapt ce i-a dat impulsuri pentru a deschide și un secretariat pe viitor. Uniunea Mediteraneeană este de asemenea regiunea sudică de cooperare și dezvoltare în cadrul Programului European de Vecinătate, așa cum este și Parteneriatul Estic.

## Statele membre
| Stat                               | Apartenență             | Populație  | Suprafață în km² | Reprezentant în iulie 2008         |
| ---------------------------------- | ----------------------- | ---------- | ---------------- | ---------------------------------- |
| Egipt                              | PEV, EUROMED            | 75.400.000 | 1.001.449        | Abdel Fattah el-Sisi               |
| Albania                            | CEFTA                   | 3.127.263  | 28.748           | Sali Berisha                       |
| Algeria                            | PEV, EUROMED            | 33.333.216 | 2.381.740        | Abdelaziz Bouteflika               |
| Belgia                             | UE, EUROMED             | 10.584.534 | 30.528           | Karel De Gucht                     |
| Bosnia și Herțegovina              | CEFTA                   | 4.400.126  | 51.129           | Haris Silajdžić                    |
| Bulgaria                           | UE, EUROMED             | 7.679.290  | 110.912          | Gheorghi Părvanov                  |
| Danemarca                          | UE, EUROMED             | 5.457.415  | 43.094           | Anders Fogh Rasmussen              |
| Germania                           | UE, EUROMED             | 82.314.906 | 357.050          | Angela Merkel                      |
| Estonia                            | UE, EUROMED             | 1.342.409  | 45.226           | Andrus Ansip                       |
| Finlanda                           | UE, EUROMED             | 5.289.128  | 338.145          | Tarja Halonen și Matti Vanhanen    |
| Franța                             | UE, EUROMED             | 63.392.140 | 674.843          | François Hollande                  |
| Grecia                             | UE, EUROMED             | 11.125.179 | 131.990          | Kostas Karamanlis                  |
| Irlanda                            | UE, EUROMED             | 4.239.848  | 70.273           | Brian Cowen                        |
| Israel                             | PEV, EUROMED            | 7.184.000  | 20.770           | Ehud Olmert                        |
| Italia                             | UE, EUROMED             | 59.131.287 | 301.318          | Silvio Berlusconi                  |
| Iordania                           | PEV, EUROMED            | 5.924.000  | 89.342           | Nadir adh-Dhahabi                  |
| Croația                            | UE                      | 4.513.458  | 56.592           | Stjepan Mesić                      |
| Letonia                            | UE, EUROMED             | 2.281.305  | 64.589           | Valdis Zatlers                     |
| Liban                              | PEV, EUROMED            | 4.099.000  | 10.452           | Michel Sulaiman                    |
| Libia                              | PEV, EUROMED-Beobachter | 6.036.914  | 1.759.540        |                                    |
| Lituania                           | UE, EUROMED             | 3.373.991  | 65.303           | Gediminas Kirkilas                 |
| Luxemburg                          | UE, EUROMED             | 476.200    | 2.586            | Jean-Claude Juncker                |
| Malta                              | UE, EUROMED             | 404.962    | 316              | Lawrence Gonzi                     |
| Maroc                              | PEV, EUROMED            | 33.757.175 | 446.550          | Moulay Rachid                      |
| Mauritania                         |                         | 3.069.000  | 1.030.700        | Sidi Mohamed Ould Cheikh Abdallahi |
| Monaco                             |                         | 32.000     | 2                | Prințul Albert al II-lea           |
| Muntenegru                         | UE, CEFTA               | 622.000    | 13.812           | Milo Đukanović                     |
| Țările de Jos                      | EU, EUROMED             | 16.372.715 | 41.526           | Jan Peter Balkenende               |
| Austria                            | UE, EUROMED             | 8.316.487  | 83.871           | Alfred Gusenbauer                  |
| Autoritatea Națională Palestiniană | PEV, EUROMED            | 4.018.332  | 6.020            | Mahmud Abbas                       |
| Polonia                            | UE, EUROMED             | 38.116.486 | 312.683          | Lech Kaczyński                     |
| Portugalia                         | UE, EUROMED             | 10.599.095 | 92.391           | José Sócrates                      |
| România                            | UE, EUROMED             | 21.565.119 | 238.391          | Traian Băsescu                     |
| Suedia                             | UE, EUROMED             | 9.142.817  | 449.964          | Fredrik Reinfeldt                  |
| Slovacia                           | UE, EUROMED             | 5.396.168  | 49.037           | Robert Fico                        |
| Slovenia                           | UE, EUROMED             | 2.013.597  | 20.273           | Janez Janša                        |
| Spania                             | UE, EUROMED             | 45.116.894 | 506.030          | José Luis Rodríguez Zapatero       |
| Siria                              | PEV, EUROMED            | 20.314.747 | 185.180          | Bashar al-Assad                    |
| Cehia                              | UE, EUROMED             | 10.306.709 | 78.866           | Alexandr Vondra                    |
| Tunisia                            | PEV, EUROMED            | 10.102.000 | 163.610          | Zine El Abidine Ben Ali            |
| Turcia                             | UE, EUROMED             | 76.667.864 | 814.578          | Recep Tayyip Erdoğan               |
| Ungaria                            | UE, EUROMED             | 10.066.158 | 93.030           | Ferenc Gyurcsány                   |
| Regatul Unit                       | UE, EUROMED             | 60.587.300 | 244.820          | Gordon Brown                       |
| Cipru                              | UE, EUROMED             | 766.400    | 9.251            | Dimitris Christofias               |